# وریدل
وریدل (به آلمانی: Wriedel) یک شهر در آلمان است که در Bevensen-Ebstorf واقع شده‌است. وریدل ۲٬۵۵۵ نفر جمعیت دارد.